# Alaskan Klee Kai
Alaskan Klee Kai er en hunderace af spidshundetypen. Ordene "Klee Kai" stammer fra athabaskisk, et sprog fra Alaska, hvor det betyder "lille hund". Racen blev fremavlet for at få en passende størrelse Alaskan Husky (der dækker over forskellige slædehunderacer), og resultatet blev en energisk, intelligent hund, der er egnet til indendørs hold, og som har mange af de kendetegn, der kendes fra de nordlige hunderacer, som den nedstammer fra.

## Historie
Racen blev fremavlet i Wasilla i Alaska i 1970'erne af Linda S. Spurlin, der opdagede resultatet af en tilfældig parring af en Alaskan Husky og en ukendt mindre hund. Alaskan Klee Kai blev derpå fremavlet med Siberian og Alaskan Huskyer suppleret med Schipperke og amerikansk eskimohund for at gøre racen mindre uden at få dværgvækst. Spurlin avlede disse hunde privat, indtil hun i 1988 gjorde dem offentligt tilgængelige. Oprindeligt hed racen blot Klee Kai, men af forskellige årsager blev den opdelt i Alaskan Klee Kai og Klee Kai i 1995. Fra 2002 er det nuværende navn det officielle, og racen er blevet anerkendt af to ansete hunderaceorganisationer i 1990'erne. 

## Udseende
Alaskan Klee Kai skal se ud som en miniature husky. Selv om standarden er baseret på Siberian Husky, er der fysiske forskelle, for eksempel en kortere snude, større ører og højere halerot, som adskiller den fra den sibirske.
Racen kommer i tre størrelser baseret på højde:
- Toy-størrelse Alaskan Klee Kai er op til og inkluderet 33 cm høj og op til 4,1 kg.
- Miniature Alaskan Klee Kai er over 33 cm høj og optil 38 cm høj og fra 4,5-6,8 kg.
- Standard Alaskan Klee Kai er over 38 cm høj og op til 43 cm høj og fra 7,3-10 kg.